# دهستان تادینگ
دهستان تادینگ (به لاتین: Tading Gewog) یک دهستان در کشور بوتان است که در ناحیهٔ سامتس واقع شده‌است.